# Люнакс
Люна́кс (фр. Lunax, окс. Lunats) — коммуна во Франции, находится в регионе Юг — Пиренеи. Департамент — Верхняя Гаронна. Входит в состав кантона Булонь-сюр-Жес. Округ коммуны — Сен-Годенс.
Код INSEE коммуны — 31307.

## География
Коммуна расположена приблизительно в 630 км к югу от Парижа, в 70 км к юго-западу от Тулузы.
По территории коммуны протекают реки Жес и Жимон, на юго-западе расположено озеро Жимон.

## Климат
Климат умеренно-океанический. Зима мягкая и снежная, весна характеризуется сильными дождями и грозами, лето сухое и жаркое, осень солнечная. Преобладают сильные юго-восточные и северо-западные ветры.

## Население
Население коммуны на 2010 год составляло 60 человек.
| 1962 | 1968 | 1975 | 1982 | 1990 | 1999 | 2010 |
| ---- | ---- | ---- | ---- | ---- | ---- | ---- |
| 99   | 104  | 80   | 73   | 67   | 56   | 60   |

## Экономика
В 2010 году среди 36 человек трудоспособного возраста (15—64 лет) 25 были экономически активными, 11 — неактивными (показатель активности — 69,4 %, в 1999 году было 59,4 %). Из 25 активных жителей работали 22 человека (14 мужчин и 8 женщин), безработных было 3 (0 мужчин и 3 женщины). Среди 11 неактивных 3 человека были учениками или студентами, 4 — пенсионерами, 4 были неактивными по другим причинам.

## Фотогалерея

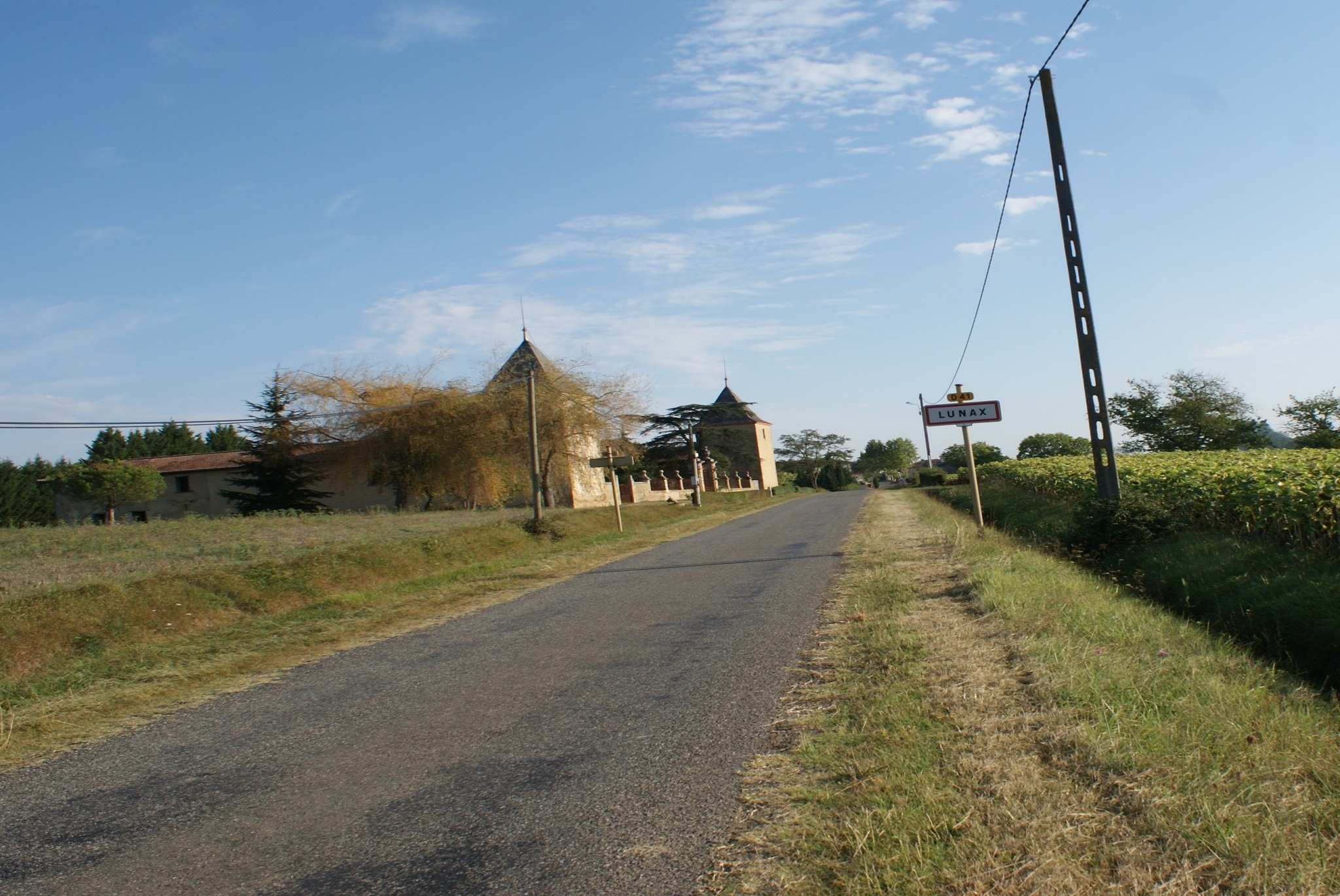
Люнакс
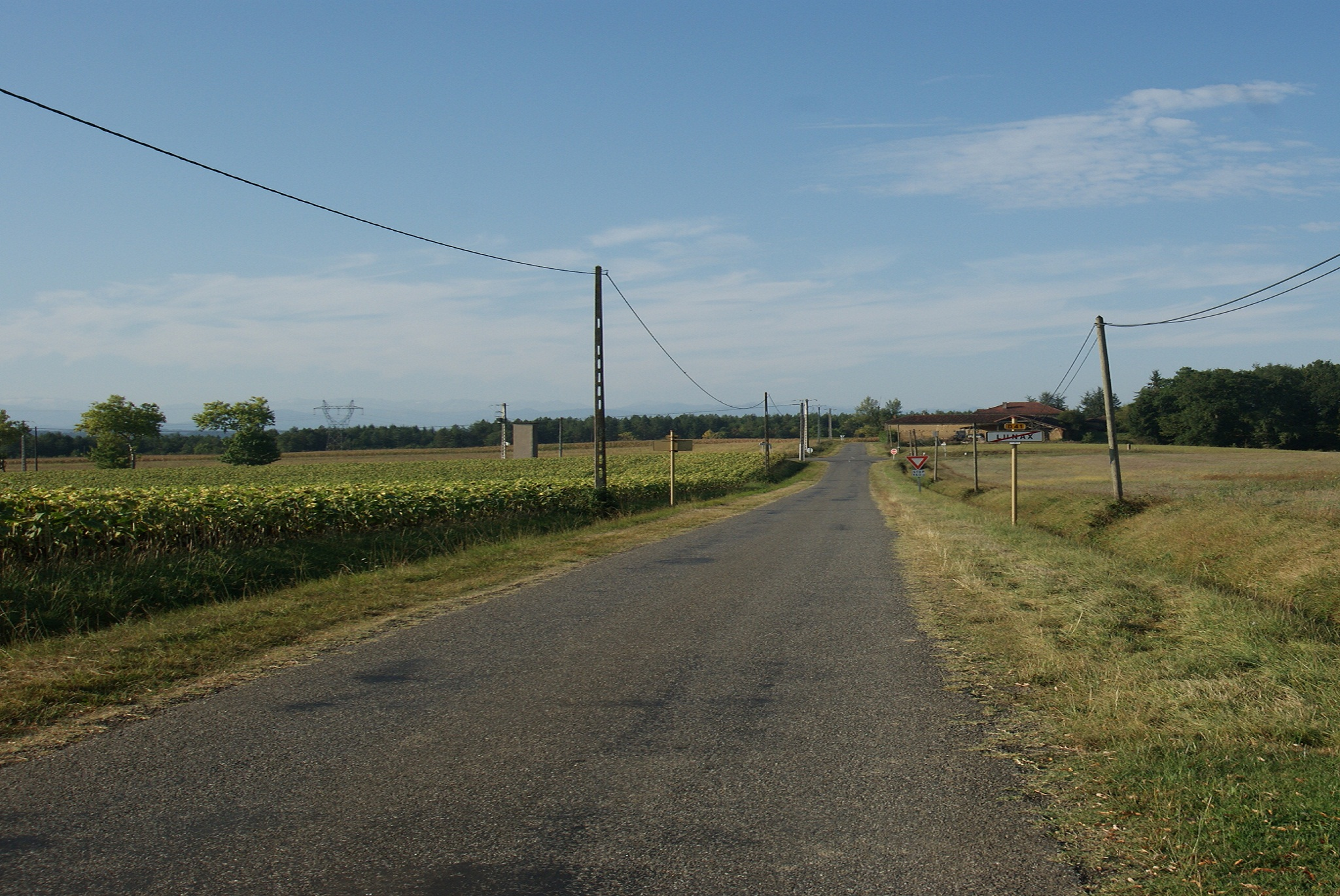
Люнакс
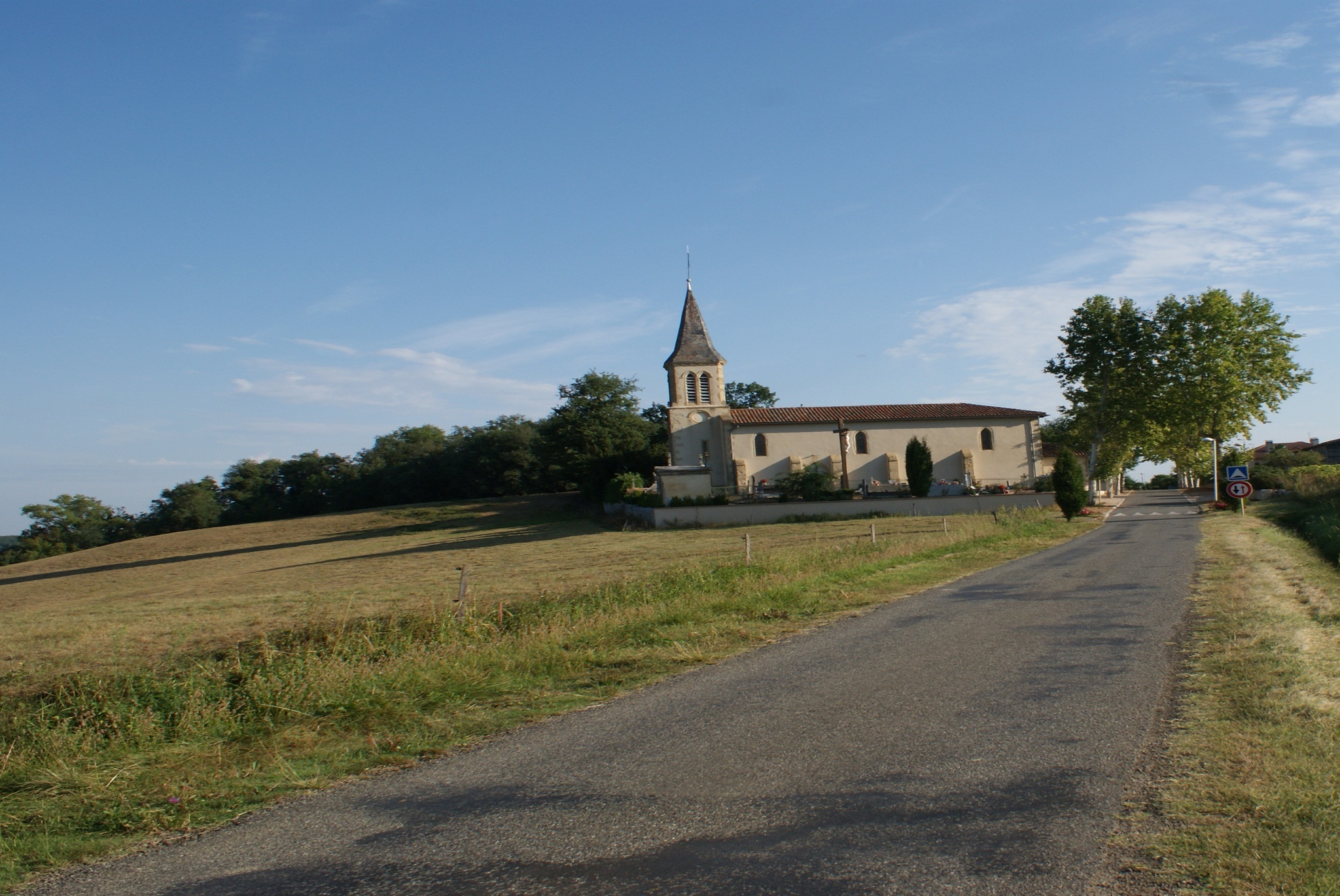
Церковь
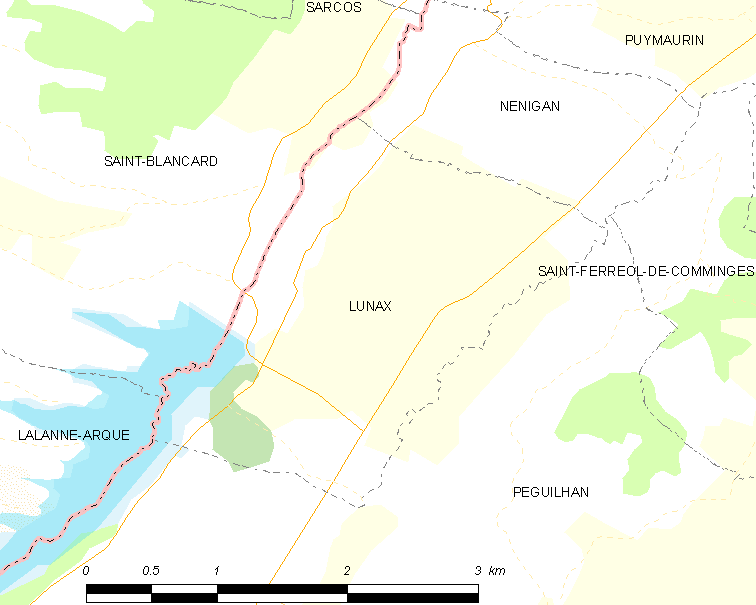
Карта коммуны